# She's So High
"She's So High" é uma canção escrita por Damon Albarn, Graham Coxon, Alex James e Dave Rowntree, gravada pela banda Blur.
É o single de estreia do álbum de estreia lançado a 26 de Agosto de 1991, Leisure.